# Operatie Sleepy Lad
Operatie Sleepy Lad was de codenaam voor een SAS-operatie in Italië. 

## Geschiedenis
De operatie vond plaats in december 1943 en werd uitgevoerd door vier teams van het 2e SAS-bataljon. Doel van de operatie was het vernietigen van aanvoerwegen en spoorverbindingen tussen Ancona en Pescara. De manschappen werden door een torpedobootjager in de omgeving van San Benedetto del Tronto aan land gezet. Al snel werden enkele belangrijke aanvoerwegen zwaar beschadigd. 